# Wolnica (województwo lubelskie)
Wolnica – wieś w Polsce położona w województwie lubelskim, w powiecie lubelskim, w gminie Jabłonna.
Wieś stanowi sołectwo gminy Jabłonna.  Według Narodowego Spisu Powszechnego z roku 2011 wieś liczyła 47 mieszkańców.
W latach 1975–1998 miejscowość należała administracyjnie do województwa lubelskiego.

## Historia
W wieku XIX obecna Wolnica nosiła nazwę Majdan-Wolnica wieś w ówczesnym powiecie lubelskim i gminie Piotrków (obecnie Piotrków Pierwszy i Piotrków Drugi).